# Окрас ископаемых животных
Окрас ископаемых животных — одна из областей исследований палеозоологов, которая на протяжении длительного времени оставалась недоступной. Изучение пернатых нептичьих динозавров и вымерших птиц показало, что о цвете некоторых видов можно узнать, используя меланосомы, форма которых определяет цвет пигментов в перьях. Можно также определить и окрас динозавров, не обладающих перьями, используя фоссилии с сохранившейся чешуёй.

## Оперённые динозавры
- Анхиорнис
- Синозавроптерикс
- Синорнитозавр
- Микрораптор
- Caihong
- Cruralispennia multidonta

### Анхиорнис
В 2010 году палеонтологи Цюаньго Ли, Кэ-Цзин Гао, Якоб Винтер, Мэттью Шоки, Юлия Кларк, Лилиана д’Альба, Цинцзинь Мэн, Дерек Бриггс и Ричард Прум изучили прекрасно сохранившийся фоссилизированный скелет анхиорниса, обнаруженный в китайской формации Исянь, и обнаружили окаменелые меланосомы на его перьях. Анализируя форму меланосом и сравнивая её с птичьей, учёные пришли к выводу, что у анхиорниса были чёрные, белые и серые перья по всему телу. На голове у динозавра имелся гребень из красных перьев.

### Синозавроптерикс
Доктор Майк Бентон из Бристольского университета и коллеги в 2010 году изучили ископаемые остатки синозавроптерикса, конфуциусорниса, каудиптерикса и синорнитозавра, найденные в формации Исянь, и обнаружил меланосомы. Он установил, что у синозавроптерикса были оранжевые перья, причём хвост оказался полосатым. Так как яркоокрашенные перья динозавра не были приспособлены к полёту, предполагается, что он использовал их для демонстрации. Исследование, проведённое Фианном Смитвиком, Робертом Николлсом, Иннесом Катхиллом и Якобом Винтером в 2017 году, указало на то, что окраска тела синозавроптерикса распространялась на его морду, создавая «маску» вокруг глаз, напоминающую такую у енота.

### Конфуциусорнис
Исследование 2010 года, проведённое Майком Бентоном и коллегами, установило, что ископаемые остатки нижнемелового Confuciusornis sanctus содержат меланосомы. Палеонтологи обнаружили эумеланосомы, отвечающие за чёрно-серый цвет, и феомеланосомы, придающие рыжевато-коричневые оттенки.

### Синорнитозавр
В 2010 году Майкл Бентон и коллеги установили, что синорнитозавр обладал рыжевато-коричневым и чёрно-серым цветами.

### Археоптерикс
В 2011 году Райан Карни, Якоб Винтер, Мэттью Шоки, Лилиана д’Альба и Йорг Аккерман обнаружили фоссилизированные меланосомы на пере, приписываемом археоптериксу, которые показали, что исследуемых образец был преимущественно чёрным. Перо, вероятно, был кроющим, то есть частично покрывало первичные перья на крыльях. В статье было отмечено, что такая окраска соответствует окраске современных птиц, у которых меланосомы, отвечающие за чёрный окрас, обладают структурными свойствами, способствующими полёту.
В 2013 году было опубликовано исследование Филипа Мэннинга, Николласа Эдвардса, Роя Вогелиуса, Уве Бергманна, Холли Барден, Петера Ларсона, Даниэлы Шварц-Вингс, Виктории Эджертон, Димостениса Сокараса, Роберто Мори и Уильяма Селлерса, в котором было сообщено о новом анализе, показывающем, что оперение археоптерикса обладало светлыми оттенками и лишь кончики маховых перьев и их края имели чёрный цвет. Неизвестно, была ли подобная окраска предназначена для демонстрации или для полёта.

### Микрораптор
Палеонтологи Цюаньго Ли, Кэ-Цзин Гао, Цинцзинь Мэн, Юлия Кларк, Мэттью Шоки, Лилиана д’Альба, Жуй Пэй, Мик Эллисон, Марк Норелл и Якоб Винтер опубликовали работу об окраске микрораптора, в которой они изучили образец BMNHC PH881. Выяснилось, что динозавр имел радужно-чёрные перья. Меланосомы микрораптора, как и у чёрного дрозда и большехвостого гракла, были узкими и наложенными друг на друга слоями. Тот факт, что перья микрораптора были переливающимися, подвергает сомнению теорию о его ночном образе жизни, основанную на крупном склеротикальном кольце животного, так как современные ночные птицы не обладают подобным окрасом.

### Inkayacu
Меланосомы внутри перьев эоценового пингвинового Inkayacu были длинными и узкими, что характерно для большинства видов птиц. Их форма говорит о том, что у птицы были серые и красновато-коричневые перья по всему телу. Многие современные пингвиновые имеют примерно такую же форму, как и у Inkayacu, но гораздо более широкую.

### Бэйпяозавр
Исследование, проведённое Цюаньго Ли, Юлией Кларк, Кэ-Цзином Гао, Чангом-Фу Чжоу, Цинцзинь Мэном, Далянем Ли, Лилианой д’Альба и Мэттью Шоки в 2014 году, показало, что шея бэйпяозавра была окрашена в тёмно-бежевый цвет.

### Yi
В 2015 году группа учёных, возглавляемая Сюй Сином, описала новый вид авиал, который она назвала Yi qi. Все девять местоположений изученных перьев, присутствующих на теле животного, были окрашены в черный цвет. Перья, расположенные на голове, имели жёлто-коричневый оттенок.

### Heyuannia
Исследование 2015 года определило цвет яиц овирапторида Heyuannia. Как оказалось, их скорлупа обладала синеватыми оттенками, что напоминает расцветку яиц эму и казуаров. Такая окраска, скорее всего, способствовала маскировке яиц в гнёздах.

### DIP-V-15103
Хвост неидентифицированного манираптора, содержащийся в образце янтаря DIP-V-15103, датируемого ранним сеноманским ярусом, практически не утратил своего первозданного цвета. Дорсальная часть хвоста была окрашена в каштановый цвет, а вентральная часть была более светлой.

### Serikornis
В 2017 году Улисс Лефевр и соавторы описали новый вид манирапторов — Serikornis sunge. Они изучили отпечатки перьев крыльев, причём как передних, так и задних, и хвоста, и установили, что на них имелось чередование тёмных и светлых полос.

### Cruralispennia
Структуры, которые, вероятно, являются меланосомами, были обнаружены в остатках энанциорнисовой птицы Cruralispennia. Они были определены как эумеланосомы, соответствующие тёмным оттенкам, из-за их палочковидного вида.

### Caihong
В отпечатках перьев Caihong были обнаружены наноструктуры, анализ которых показал, что это, судя по всему, меланосомы. Они показали сходство с теми, что создают яркоокрашенные радужные оттенки в перьях современных колибри. Тем не менее, эти структуры несколько отличаются и больше похожи на меланосомы трубачей.

## Неоперённые динозавры
- Saurolophus angustirostris
- Saurolophus osborni
- Пситтакозавр
- Borealopelta

### Завролофы
Исследуя и сравнивая расположение чешуек завролофов S. osborni и S. angustirostris, Фил Белл пришёл к выводу, что Saurolophus agustirostis был полосатым, а Saurolophus osborni — крапчатым или пятнистым.

### Эдмонтозавр
Образец Edmontosaurus annectens, известный как «Дакота», имеет хорошо сохранившиеся мягкие ткани, анализ которых показал, что в области передних конечностей, возле локтя, имел, судя по всему, полосы.

### Пситтакозавр
Исследование меланосом, проведённое в 2016 году, сохранившихся в образце Psittacosaurus sp., указало на то, что животное обладало полосами и пятнами, создающими своеобразный камуфляж, как у многих видов лесных оленевых, что говорит о том, что пситтакозавр, вероятно, обитал в лесной местности. Динозавр имел тёмно-бурую морду, светлые грудь и спину, ещё более светлые брюхо и хвост, тёмные пятна на лапах, полосы на внутренней стороне конечностей и пятна на внешней стороне передних.

### Borealopelta
Изучение меланосом, сохранившихся в образце Borealopelta, указало на то, что при жизни данный нодозаврид имел камуфляж, представленный красновато-коричневым окрасом. Тот факт, что Borealopelta обладала камуфляжной окраской, указал на то, что вид хоть и был большим и у него присутствовала броня, эти приспособления недостаточно хорошо защищали её от хищников.